# Haworthia cooperi var. tenera

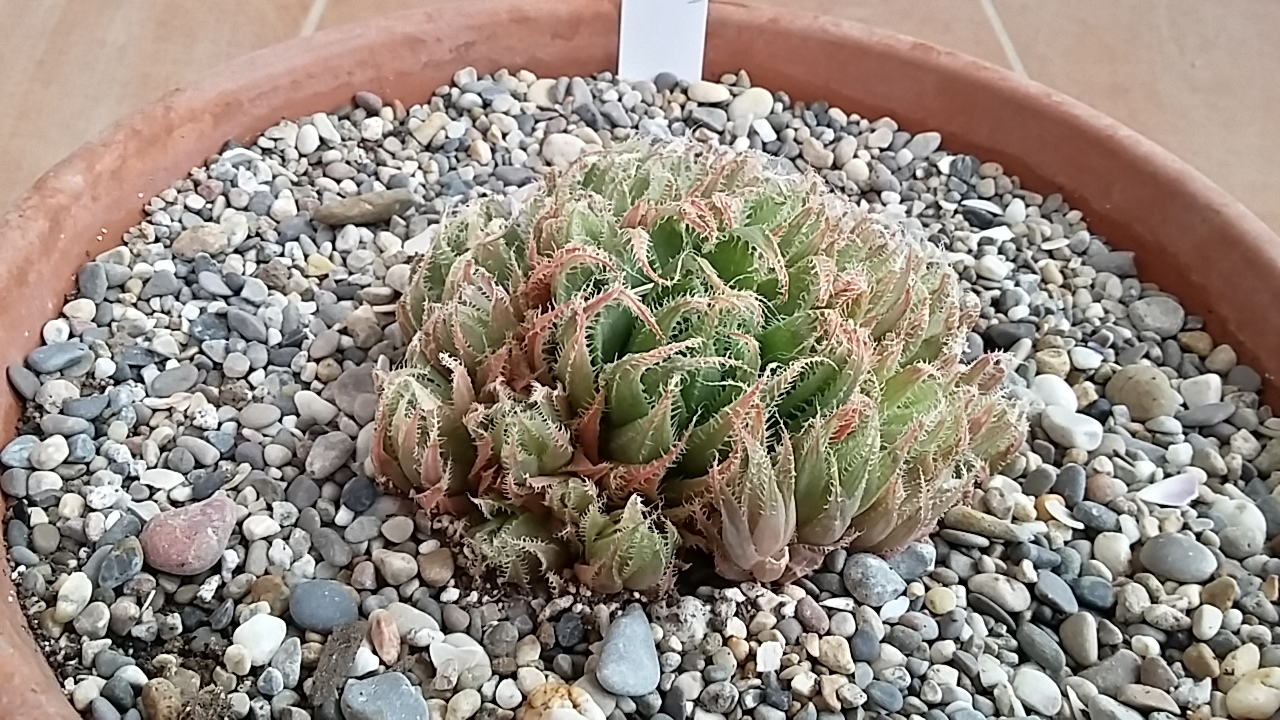
Haworthia cooperi var. tenera en cultiu

Haworthia cooperi var. tenera, és una varietat de Haworthia cooperi del gènere Haworthia de la subfamília de les asfodelòidies.

## Descripció
Haworthia cooperi var. tenera és una planta més petita i sense tija, que fa fillols lentament. El color és verd grisenc, les fulles solen tenir espines. També es van informar d'algunes formes glabres. La mida de la roseta fa uns 2-3 cm de diàmetre.

## Distribució i hàbitat
Aquesta varietat creix a la província sud-africana del Cap Oriental, concretament al nord-est i a l'est de Grahamstown. A Plutosvale hi ha moltes poblacions diferents, algunes glabres, les altres espinoses.

## Taxonomia
Haworthia cooperi var. tenera va ser descrita per (Poelln.) M.B.Bayer i publicat a Haworthiad 16: 65, a l'any 2002.
Etimologia
Haworthia: nom en honor del botànic britànic Adrian Hardy Haworth (1767-1833).
cooperi: epítet que honora al botànic i explorador de plantes anglès Thomas Cooper (1815-1913) que va recol·lectar plantes a Sud-àfrica del 1859 al 1862.
var. tenera: epítet llatí que significa "tendra o delicada".
Sinonímia
- Haworthia tenera Poelln., Repert. Spec. Nov. Regni Veg. 31: 86 (1932).
- Haworthia translucens subsp. tenera (Poelln.) M.B.Bayer, Haworthia Handb.: 161 (1976).
- Haworthia arachnoidea subsp. tenera (Poelln.) Halda, Acta Mus. Richnov., Sect. Nat. 4(2): 44 (1997).
- Haworthia arachnoidea var. tenera (Poelln.) Halda, Acta Mus. Richnov., Sect. Nat. 4(2): 44 (1997).
- Haworthia gracilis var. tenera (Poelln.) M.B.Bayer, Haworthia Revisited: 77 (1999).[5]